# Польско-шведская война (1600—1611)
Польско-шведская война 1600—1611 годов — первая война между Речью Посполитой и Шведским королевством из серии польско-шведских войн за контроль над Ливонией. Другой причиной войны была борьба за шведский престол между регентом и фактическим правителем Швеции герцогом Карлом Сёдерманландским (ставшим с 1604 года королём Швеции Карлом IX) и королём Речи Посполитой Сигизмундом III, бывшим в 1592—1599 годах королём Швеции.

## Причины

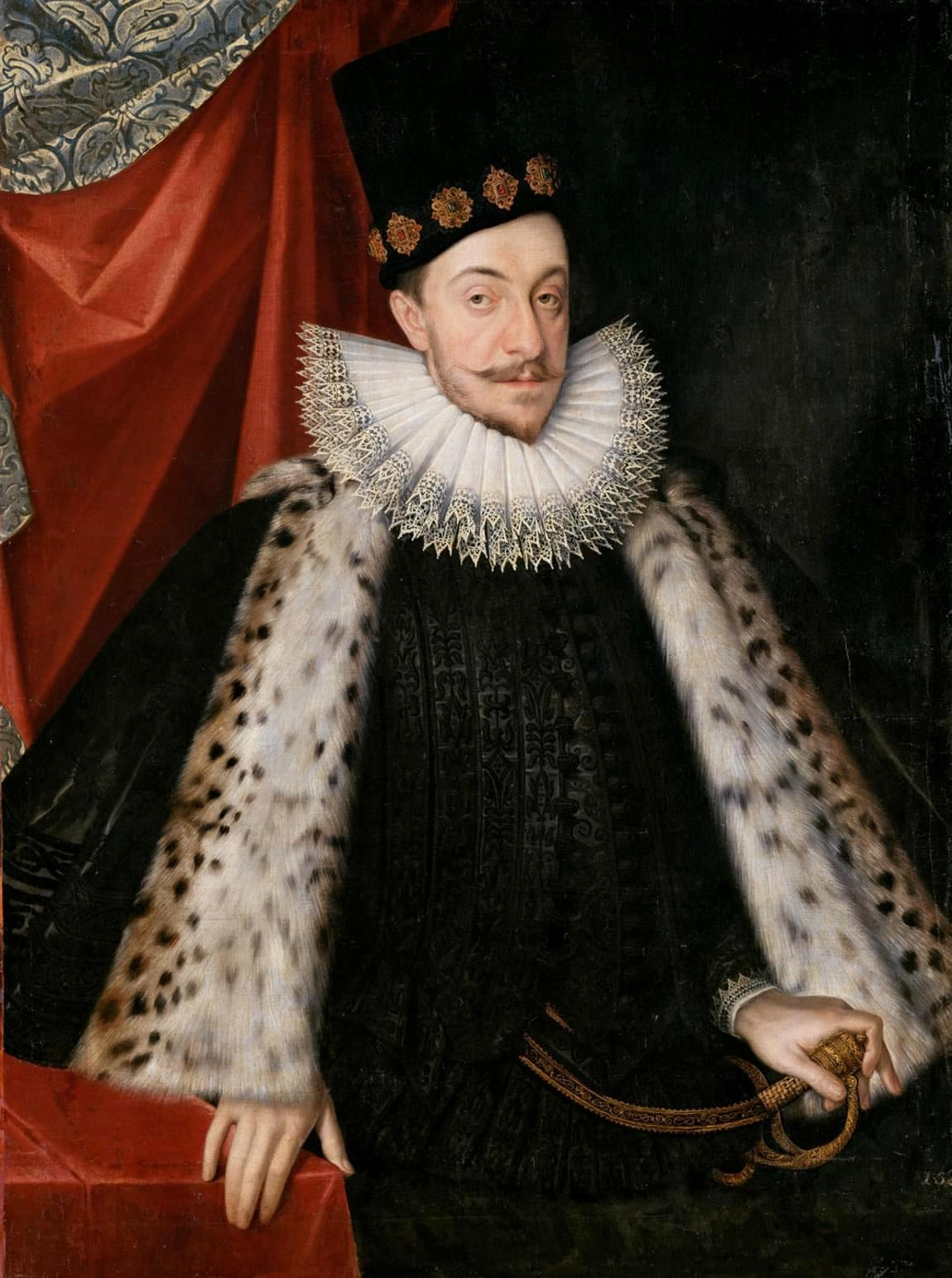
Сигизмунд III Ваза

Истоки первой войны восходят к кратковременной гражданской войне в Швеции, во время которой Сигизмунд III лишился шведского трона. В этом конфликте участвовало только ограниченное количество польских войск, да и сама война рассматривалась в целом как внутришведский конфликт, а не как часть польско-шведских войн. Вначале между враждующими сторонами сложилась патовая ситуация, затем 25 сентября 1598 года в битве у Стонгебру Сигизмунд потерпел поражение и 30 октября вернулся в Гданьск, но не отказался от титула короля Шведов, Готов и Вендов.
В июле 1599 года риксдаг официально низложил Сигизмунда Вазу и рассмотрел кандидатуру его сына Владислава в качестве преемника, при условии, что 4-летний королевич в течение шести месяцев приедет в Швецию и примет лютеранскую веру. Для фанатичного католика Сигизмунда такие условия, конечно, были неприемлемыми. Так окончилась краткая личная уния между Речью Посполитой и Швецией.
Однако Сигизмунд до конца жизни не оставил надежд вернуть себе шведский престол. С этого момента его политика строилась в основном вокруг попыток завоевать Швецию, хотя знать Речи Посполитой и не проявляла особого желания участвовать в таком затяжном и кровавом противоборстве. Свой план Сигизмунд начал осуществлять в 1599 году, подтвердив условия pacta conventa — обязательств, которые он взял на себя при избрании королём Речи Посполитой. В этом документе он обещал присоединить шведское герцогство Эстляндия к Речи Посполитой, а 12 марта 1600 года на сейме объявил непосредственно о присоединении.

## Ход войны

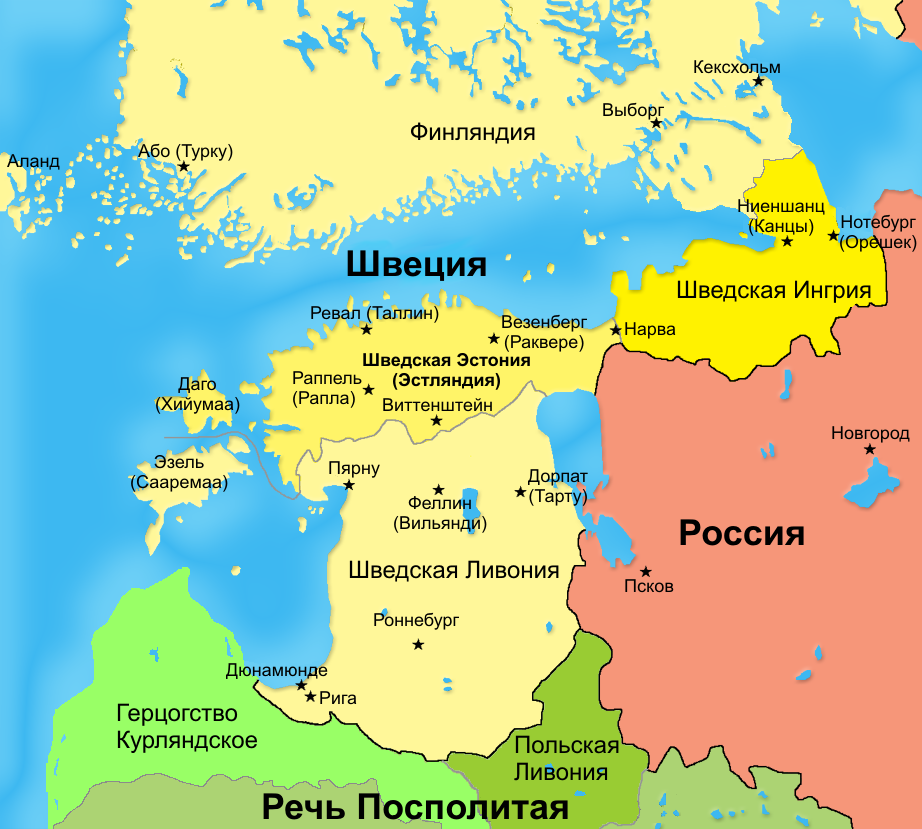
Балтийские провинции Швеции в XVII в.

### Общественное мнение в Речи Посполитой
Шляхта Речи Посполитой, поддержав претензии короля, полагала, что война ограничится только Эстляндией, и ожидала приобретений в виде новых земель и увеличения экспорта зерна через эстляндские порты в Балтийском море. Многие шляхтичи были невысокого мнения о шведской армии и не предполагали, что война может быть долгой или трудной, считая, что Речь Посполитая легко отразит любые атаки шведов. Население Речи Посполитой составляло почти 10 миллионов человек, в отличие от 1 миллиона человек в Швеции и её владениях. Но в Речи Посполитой было самое маленькое в Европе отношение численности армии к численности населения. Кроме того, Швеция, ввиду более централизованного государственного устройства, была способна собрать крупную армию быстрее чем Речь Посполитая.

### Начало войны

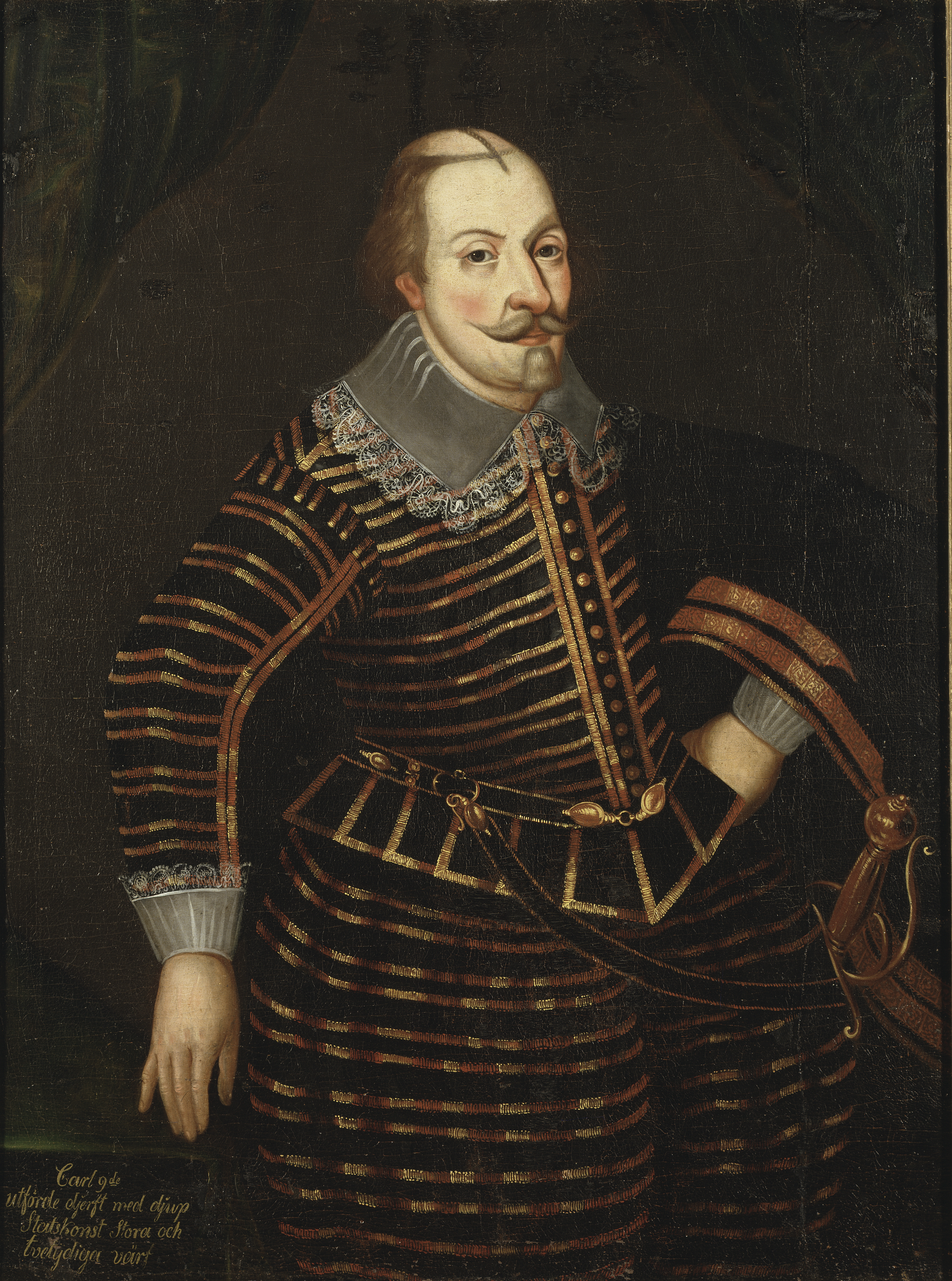
герцог Карл Сёдерманландский, затем король Швеции Карл IX

В 1600 году войска Речи Посполитой под командованием гетмана великого коронного Яна Замойского, одновременно являвшегося канцлером великим коронным, участвовали в походе в Молдавское княжество для поддержки своего ставленника — господаря Иеремии Могилы.
К 19 августа 1600 года в Эстляндии высадилась 10-тысячная шведская армия под командованием Карла Сёдерманландского, с присоединением к ней эстляндских дворянского и крестьянского ополчений общая численность шведских войск в Ливонии достигла 14 тысяч человек. Войсками Речи Посполитой в Задвинском герцогстве командовал венденский воевода Георг фон Фаренсбах. Первоначальная численность его войск составляла только 2,4 тысячи человек, в том числе 800 гусар и 1 тысяча пехоты. С набором ливонского ополчения, прибытием подкреплений из Риги и Курляндии и отряда татар численность войск Речи Посполитой в Ливонии увеличилось до 4,5 тысяч человек.
13 сентября 1600 года шведская армия вторглась в Задвинское герцогство. Шведские войска были разделены на две группы: первая наступала из Ревеля на Пернау, вторая — из Нарвы на Дерпт. Из-за малочисленности войск Фаренсбах, несмотря на победы в боях под Каркси (29 октября 1600 года) и Венденом (7 января 1601 года), не смог предотвратить взятие шведами Пернау (17 октября 1600 года), Феллина (3 ноября 1600 года), Дерпта (6 января 1601 года), Вольмара и ряда других городов и замков Задвинского герцогства. Местное протестантское население оказывало поддержку своим шведским единоверцам, чему способствовало и мародёрство не получавших жалованья войск Речи Посполитой. В феврале 1601 года шведские войска достигли Западной Двины, в конце того же месяца подошли к Риге, оборону которой возглавил Фаренсбах, а 28 марта — к Кокенгаузену, который был взят уже 1 апреля.

### Контрнаступление войск Речи Посполитой
Весной 1601 года сейм Речи Посполитой принял решение о формировании в Жемайтии и Курляндии армии и ввёл новые налоги. Командующим был назначен отозванный из Молдавии гетман великий коронный Замойский.

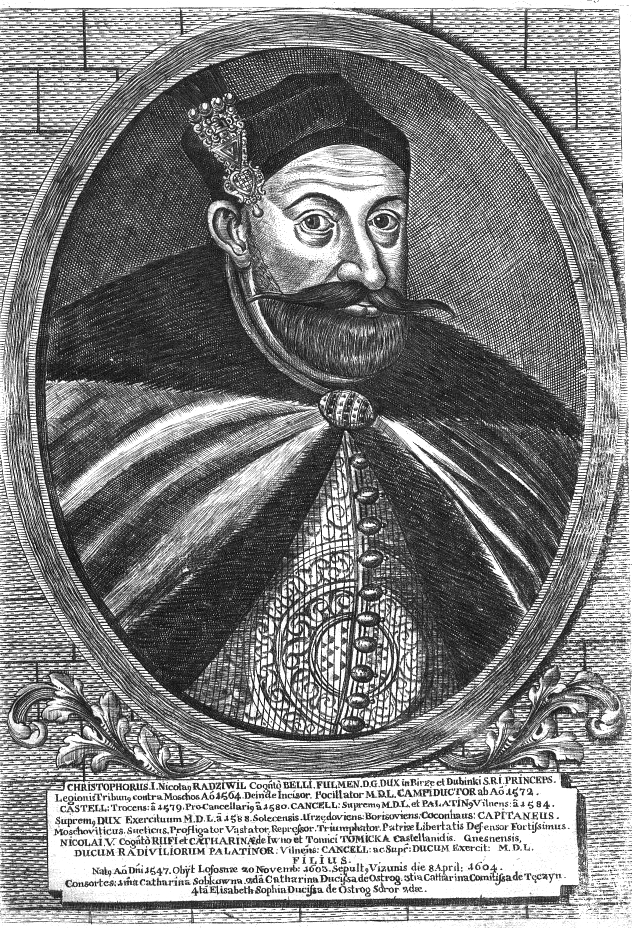
Великий гетман литовский Кшиштоф Радзивилл «Перун»

В это же время, не дожидаясь завершения формирования армии, войска гетмана великого литовского Христофора Николая Радзивилла 12 мая осадили Кокенгаузен. 8 июня к Радзивиллу пришли подкрепления под командованием гетмана польного литовского Яна Кароля Ходкевича. 23 июня под Кокенгаузеном Радзивилл нанёс поражение шведскому генералу Карлу Юлленъельму, отправленному Карлом Сёдерманландским для деблокады Кокенгаузена. В тот же день капитулировал шведский гарнизон Кокенгаузена. Затем Радзивилл отбил у шведов Венден.
Во второй половине августа Карл Сёдерманландский во главе армии 12-14 тысяч человек и 20 орудий выступил на Ригу. Одновременно, город блокировал шведский флот, высадив 1,5-тысячный десант. Радзивилл двинулся на помощь к Риге и 2 сентября вошёл в город, гарнизон которого насчитывал 1,1 тысячу наёмных немецких и шотландских пехотинцев и небольшой отряд кавалерии под общим командованием Фаренсбаха. Стремясь взять Ригу до начала выступления армии Замойского, Карл Сёдерманландский в ночь на 9 сентября предпринял неудачный штурм города. Также не удалось взять крепость Дюнамюнде, прикрывавшую Ригу со стороны моря. Вскоре в шведской армии начались голод и болезни, в результате чего её численность сократилась до 9 тысяч человек. Из-за приближения армии Замойского, в ночь на 27 сентября Карл Сёдерманландский снял осаду с Риги и отступил на север, оставив в ряде городов и замков Задвинского герцогства гарнизоны общей численностью до 7,4 тысяч человек. Вскоре герцог отбыл в Швецию, передав командование шведскими войсками в Ливонии графу Иоганну Нассускому — двоюродному брату голландского полководца принца Морица Оранского.

### Кампания Замойского
Осенью 1601 года в Ливонию прибыли главные войска Речи Посполитой численностью в 15 тысяч человек и 50 орудий, в том числе 15 кулеврин, в главе с Сигизмундом III и гетманом Замойским. Вопреки совету Фаренсбаха, Замойский отказался преследовать отступившую от Риги армию Карла Сёдерманландского и 18 октября осадил Вольмар, который был взят штурмом 18 декабря. Во время штурма был взят в плен генерал Юлленъельм. Во время осады Вольмара Сигизмунд III, полностью вверив командование войсками Замойскому, вернулся из действующей армии в Варшаву. От голода, болезней и дезертирства армия Замойского сократилась до 5 тысяч человек. Замойский приостановил боевые действия и отвёл войска на зимние квартиры.

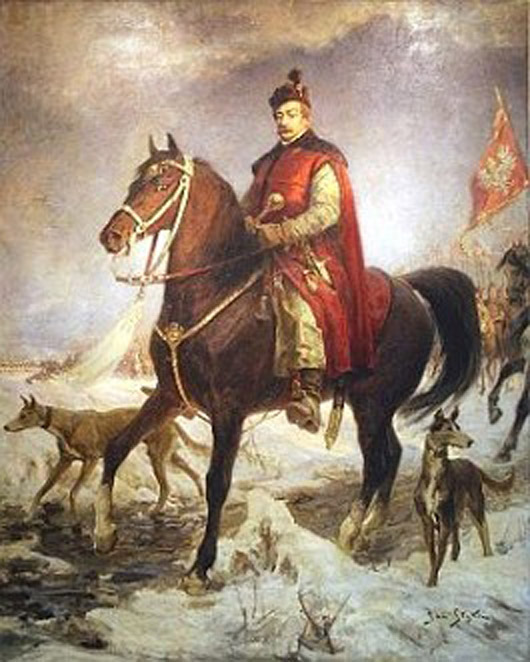
Великий гетман коронный и канцлер великий коронный Ян Замойский

Весной 1602 года боевые действия возобновились. 25 марта Замойский осадил Феллин. Во время штурмов города 4 мая и городской цитадели 16 мая обе стороны понесли большие потери, при штурме городской цитадели погиб венденский воевода Фаренсбах. 17 мая шведский гарнизон Феллина капитулировал. 31 мая Замойский во главе 2-тысячного отряда осадил Вейсенштейн в шведской Эстляндии. 30 июня гетман польный коронный Станислав Жолкевский разбил под Ревелем шведский отряд, предназначенный для деблокады Вейсенштейна. 30 сентября Вейсенштейн капитулировал.
Взяв несколько небольших крепостей, Замойский сосредоточил свои войска в районе Дерпта. К концу 1602 года в Ливонии под контролем шведов оставались только Ревель, Нарва, Пернау, Гапсаль и Дерпт. Замойский планировал взять Нарву, но не получавшие жалованья войска отказались наступать. В октябре конница ушла на зимние квартиры, в захваченных эстляндских городах и замках были оставлены гарнизоны под общим командованием коменданта Вейсенштейна полковника Якуба Потоцкого. Замойский ожидал прибытие 50 тысяч злотых для оплаты жалованья войскам, из своих личных средств он выделил на военные расходы ещё 19 тысяч злотых, после чего сложил с себя полномочия главнокомандующего и вернулся в Польшу. Новым главнокомандующим войсками Речи Посполитой в Ливонии стал гетман польный литовский Ян Кароль Ходкевич.

### Кампании Ходкевича

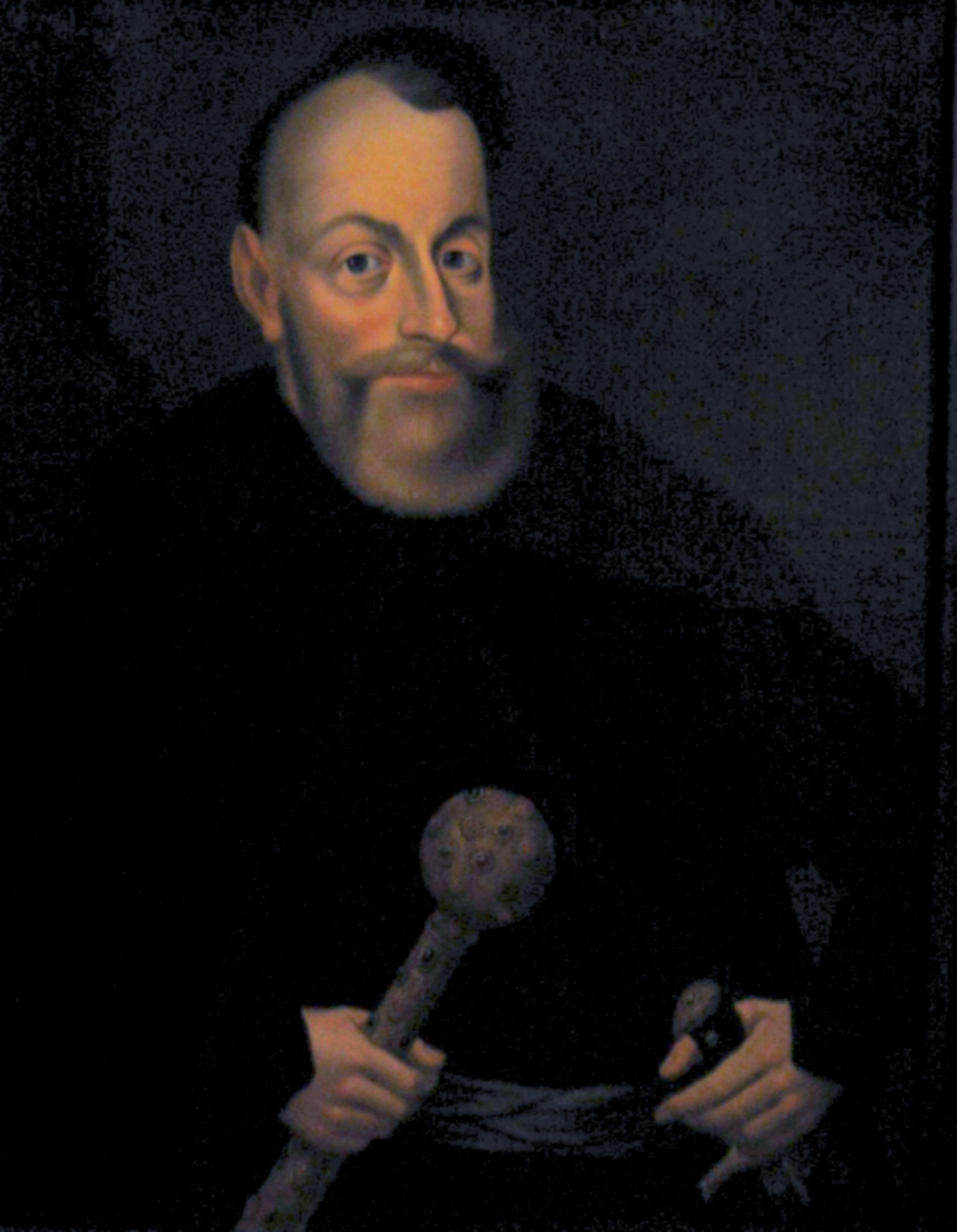
Великий гетман литовский Ян Кароль Ходкевич

В распоряжении Ходкевича было 3 тысячи солдат, которым не было выплачено жалованье. Сейм не принял новых налогов, и Ходкевич был вынужден заплатить войскам из собственных средств. 16 ноября 1602 года Ходкевич осадил Дерпт.
В Швеции затянувшаяся война и поражения тоже вызывали недовольства, в результате чего сложилась оппозиция против Карла Сёдерманландского, который осенью 1602 года был вынужден назначить главнокомандующим шведскими войсками в Ливонии бывшего сторонника Сигизмунда III Арвида Столарма. Помощником последнего стал полковник Андерс Леннартссон, мобилизовавший на военную службу 2 тысячи крестьян.
26 февраля Леннартссон выступил на Везенберг, ранее захваченный польско-литовскими войсками. 1 марта Ходкевич, у которого осталось только 800 солдат, узнал о движении противника и на другой день отправился с 4 кавалерийским хоругвями (300 человек) в Везенберг, оставив под Дерптом 100 пехотинцев и несколько сотен кавалерии. В Везенберге к Ходкевичу присоединилось ещё 500 солдат из местного гарнизона. 5 марта у Везенберга Ходкевич наносит поражение Леннартссону. 13 апреля гарнизон Дерпта (1052 солдата и 80 орудий) капитулировал. Теперь Ходкевич собирался наступать на Нарву, но не получавшие жалованья войска вновь отказались наступать. Возобновление после зимы судоходства в Финском заливе позволило снабжать шведские гарнизоны в Эстляндии.
Весной 1603 года Карл Сёдерманландский начал подготовку к новой кампании в Ливонии. Прежде чем в Ливонию пришли новые шведские подкрепления, в июне Ходкевич отправил в рейд два отряда под Нарву и Пернау. 12 июня литвины сожгли предместья Пернау и разбили высланный против них отряд рейтар, после чего вернулись в Феллин. Также, отряды Ходкевича совершали рейды в окрестности Ревеля. Осенью военные действия были приостановлены, шведские войска ушли на зимние квартиры в Финляндии.
В феврале 1604 года риксдаг избрал Карла Сёдерманландского королём Швеции под именем Карл IX. Весной новый король смог ввести новые налоги для формирования 9-тысячной армии. После предыдущих поражений, Карла IX отказался от набора ополчения и планировал создать армию по голландскому образцу. Началась подготовка к новой кампании, которая должна была переломить ход войны с Речью Посполитой. В это время, не получавшая жалованья армия Ходкевича страдала от голода и дезертирства. Только в июне польско-литовским войскам была выплачена задолженность по жалованью за год и прислано продовольствие. Летом в Эстляндии высадилась шведская армия под командованием Арвида Столарма и испанского наёмника Алонсо Качо де Кануто. 11 сентября шведская армия выступила из Ревеля на Вейсенштейн, который осадила через четыре дня. Взять город штурмом не удалось. 25 сентября под Вейсенштейном Ходкевич одержал новую победу, Алонсо Качо де Кануто погиб в этом сражении. Но вскоре Ходкевич в очередной раз столкнулся с проблемой нехватки средств для выплаты жалованья, войсках начался бунт и была организована конфедерация (союз шляхты) во главе с гусарским офицером Александром Лисовским. Боевые действия вновь были приостановлены.

### Кирхгольмская кампания
В 1605 году Ходкевич был назначен великим гетманом литовским.

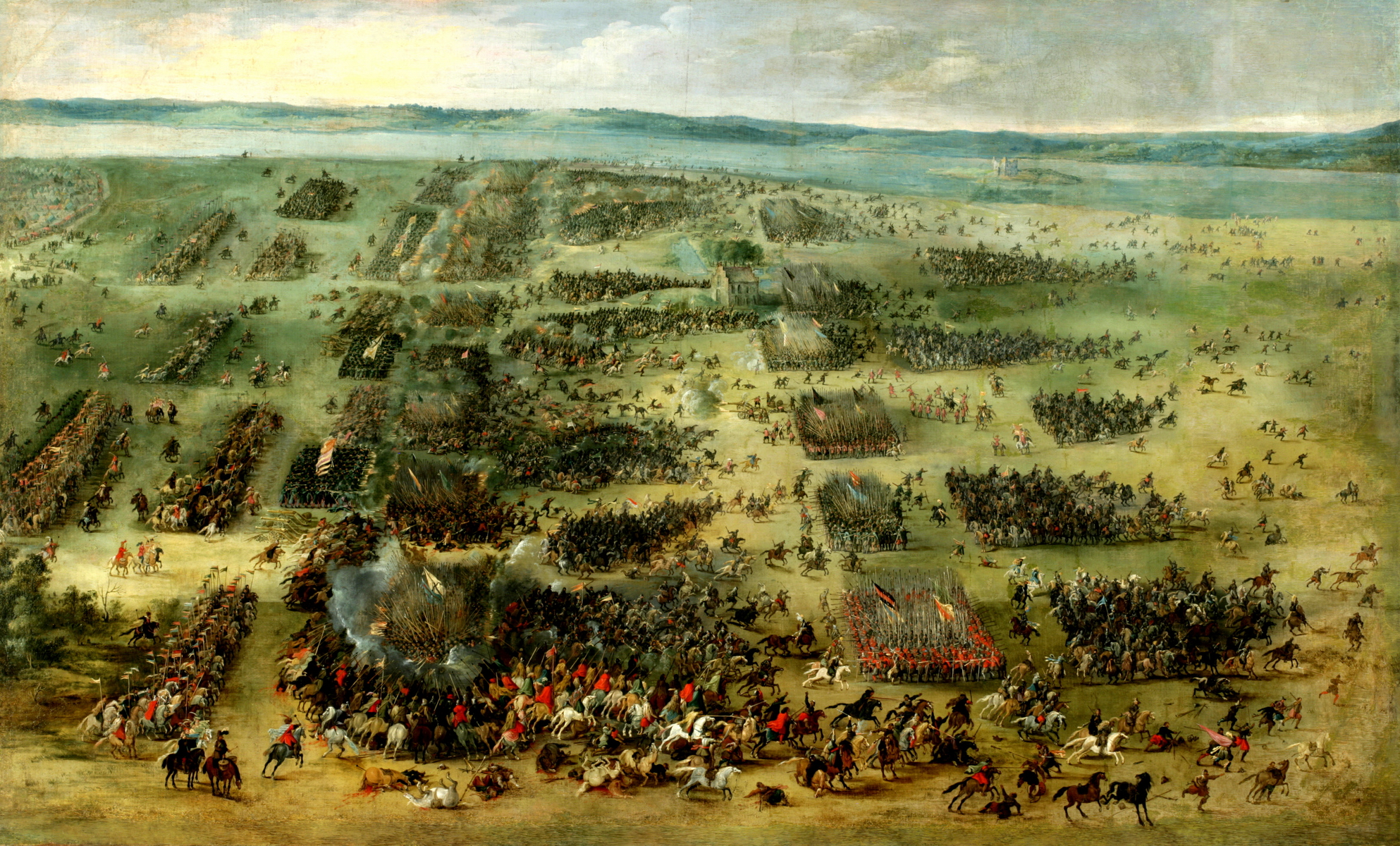
Питер Снайерс. Битва при Кирхгольме (1620-е годы)

Сейм 1605 года отказался принимать новые налоги, проблема отсутствия средств на ведение войны оставалась актуальной. В это же время, Швеция продолжала готовиться к предстоящей кампании. Риксдаг принял новые налоги. Кроме того, финансовую помощь Швеции оказал русский царь Борис Годунов, стремившийся отвлечь Речь Посполитую от поддержки самозванца Лжедмитрия I. В Европе Карл IX нанял большое количество военных специалистов. Уже к июлю 1605 года была сформирована армия для похода в Ливонию. Ходкевич смог только немного увеличить численность своих войск и предотвратить назревавший солдатский бунт, заплатив просроченное жалованье.
В начале августа 1605 года в Ревеле высадился 5-тысячный корпус Леннартссона. Через несколько дней в районе Дюнамюнде шведский флот высадил 4-тысячный десант во главе с графом Иоахимом Фридрихом фон Мансфельдом. После неудачного штурма Дюнамюнде Мансфельд 13 августа осадил Ригу, в которой был размещён польско-литовский гарнизон, поскольку Ходкевич не доверял горожанам. Узнав об осаде, стоявшие под Дерптом войска Ходкевича (2,4 тысячи кавалерии и 1 тысяча пехоты) первоначально выступили на деблокаду Риги. Но вскоре Ходкевич узнал о движении корпуса Леннартссона и, прервав марш на Ригу, выступил против него, но Леннартссон не рискнул принять бой и отступил в Пернау.
В середине сентября в Пернау высадился Карл IX с 5 тысячами солдат. Объединившись с корпусом Леннартссона. шведский король во главе 10-тысячной армии начал, вдоль побережья, наступление на Ригу. Маршрут шведов проходил через леса, болота и реки, впадающие в Балтийское море. 23 сентября главные силы шведов прибыли под Ригу. Войска Ходчкевича шли параллельным маршем, но из-за своей малочисленности и пересечённой местности не могли атаковать противника. Пройдя через Вольмар и Венден, Ходкевич 27 сентября вышел к Кирхгольму в 15 километрах от Риги. Во время двухдневного марша войска Ходкевича преодолели 80 километров. Узнав о приближении Ходкевича, вечером 26 сентября на военном совете Карл IX принял решение атаковать его.
В ночь на 27 сентября Карл IX выступил против Ходкевича. Сильный ливень с грозой испортил часть пороха, а грязь мешала движению орудий, в результате шведские планы внезапной атаки польско-литовской армии на рассвете были сорваны. 27 сентября состоялась битва при Кирхгольме — крупнейшее сражение войны. Ходкевич, применив тактику ложного отступления, выманил шведов с занимаемых ими позиций, а затем контратаковал. Благодаря качественному превосходству кавалерии Речи Посполитой, Ходкевич одержал победу над численно превосходящим противником. Шведы потеряли всю артиллерию. Карл IX, едва не попавший во время сражения в плен, снял осаду с Риги, погрузил оставшиеся войска на корабли и отплыл в Швецию.
Победа при Кирхгольме прославила Ходкевича как полководца. Он получил поздравительные письма от папы римского Павла V, императора Священной Римской империи Рудольфа II, короля Англии Якова I, а также от турецкого султана Ахмеда I и персидского шаха Аббаса I.

### Последние годы войны
Отсутствие средств для выплаты жалованья войскам не позволила Речи Посполитой полностью воспользоваться результатами Кирхгольской победы. В конце 1605 года Речь Посполитая и Швеция были вынуждены заключить перемирие до 31 октября 1608 года. Но вопреки перемирию в течение 1606 года между вооружёнными отрядами обоих государств происходили мелкие стычки.
В 1607 году Ходкевич был отозван из Ливонии для участия в подавлении шляхетского восстания (рокоша) Зебжидовского. В 1608 году, воспользовавшись внутренними проблемами Речи Посполитой и отсутствием в Ливонии одного из лучших её полководцев, Швеция нарушила перемирие и возобновила боевые действия. В июне граф Мансфельд взял Вейсенштейн, а в июле осадил Дюнамюнде, которая уже 27 июля капитулировала. Вскоре шведы вновь захватили Феллин и Кокенгаузен, а затем в третий раз осадили Ригу. Карл IX планировал не только завоевать Задвинское герцогство, но и вторгнуться на территорию Великого княжества Литовского. 28 февраля 1609 года в Выборге был заключён русско-шведский союзный договор. Русский царь Василий Шуйский отказывался от претензий на Ливонию, а Карл IX посылал в Россию для борьбы с самозванцем Лжедмитрием II корпус генерала Якоба Делагарди.
В августе 1608 года Ходкевич вернулся в Ливонию, но войск в его распоряжении было мало. Однако он сумел собрать к осени 18 кавалерийских хоругвей численностью в 2 тысячи человек. Денег на выплату солдатам жалованья не хватало. Сейм обещал принять новые налоги, и солдаты согласились остаться на службе до 19 апреля 1609 года. Вскоре на помощь Ходкевичу прибыли частные вооружённые отряды литовских магнатов. Армия Ходкевича базировалась в Биржах, но затем, получив сведения о противнике, перешла в Салис. 28 февраля 1609 года Ходкевич осадил Пернау и в ночь на 2 марта взял его штурмом. Оставив в городе гарнизон в 200 человек, Ходкевич начал операцию по деблокаде Риги. Созданная гетманом флотилия под его руководством в ночь на 24 марта при Салисе разгромила шведскую эскадру, блокировавшую Ригу. Затем Ходкевич вынудил Мансфельда снять осаду с Риги и осадил Дюнамюнде.
В июле в Вильно состоялась встреча короля Сигизмунда III и Ходкевича. Король рассказал гетману о своих планах начать войну с Россией и заявил, что снабжение войск в Ливонии прекратится, а выплата задолженности по жалованью солдатам не состоится. Ходкевич не только разрешил солдатам создать конфедерацию, но и в знак солидарности сам присоединился к ней.
В это время Мансфельд, ожидавший, что не получавшая жалованья польско-литовская армия начнёт разлагаться, предложил Ходкевичу начать переговоры об обмене пленными. Не получив ответа, шведский военачальник с 6-тысячной армией отправился к Пернау. Ходкевич снял осаду с Дюнамюнде и во главе 3-тысячного войска поспешил на помощь гарнизону Пернау. Ходкевич попытался дать шведам сражение, но они устроили засеки на всех предполагаемых участках нападения. Гетман обошёл эти препятствия и появился под Пернау со стороны Ревеля. Мансфельд уклонился от прямого столкновения и отступил к Ревелю. Ходкевич отправился к Дюнамюнде. Мансфельд, не желая падения этой крепости, последовал за ним. Вскоре в войске Ходкевича начались волнения: солдаты отказались продолжать марш и требовали выплатить жалованье. 2 октября Мансфельд настиг Ходкевича, и появление численно превосходящего противника заставила польско-литовское войско подчиниться гетману. 6 октября Ходкевич у реки Аа (Гауя) в районе Дюнамюнде нанёс Мансфельду поражение. 9 октября шведский гарнизон Дюнамюнде капитулировал. Активный боевые действия в Ливонии прекратились, так как не получавшие жалованье польско-литовские войска отказались продолжать службу. Силы шведов также были истощены.
В апреле 1611 года Швеция, готовившаяся к войне с Данией, и Речь Посполитая, продолжавшая войну в России, подписали перемирие на 9 месяцев. 30 октября того же года умер Карл IX. В апреле 1612 года оба государства продлевают перемирие ещё на 10 месяцев, а 20 января 1614 года заключают соглашение о перемирии до 29 сентября 1616 года.